# Moschidae

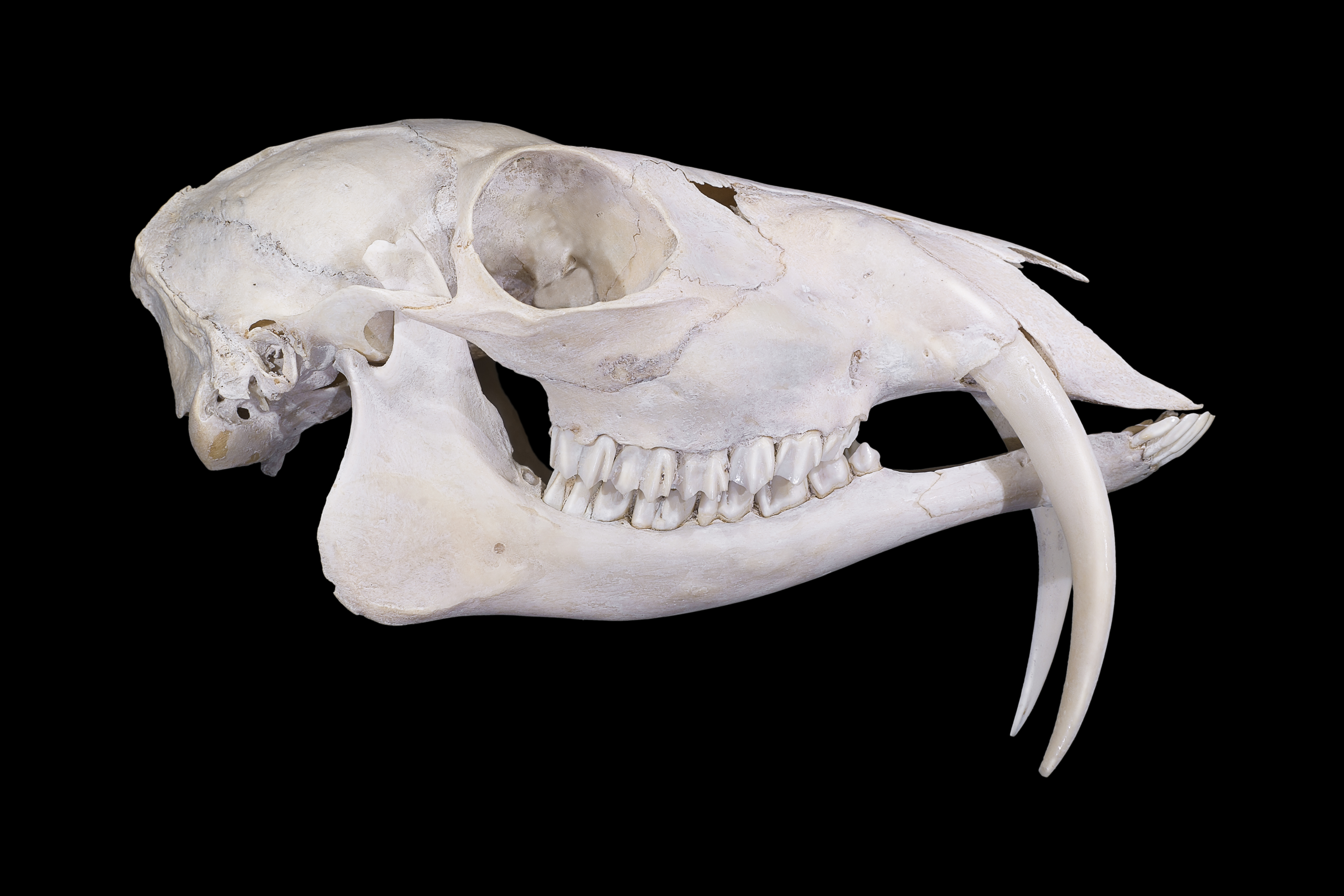
Cráneo de Moschus moschiferus.

Los mósquidos (Moschidae) son una familia de mamíferos artiodáctilos conocidos vulgarmente como almizcleros o ciervos almizcleros. A pesar de ser comúnmente llamados ciervos, no son verdaderos ciervos pertenecientes a la familia Cervidae, sino que su familia está estrechamente relacionada con los bóvidos (Bovidae), el grupo que contiene antílopes, bovinos, ovejas y cabras. La familia de los ciervos almizcleros se diferencia de los cérvidos, o ciervos verdaderos, por carecer de astas y también de glándulas preorbitales, poseyendo solo un par de pezones, una vesícula biliar, una glándula caudal, un par de colmillos caninos y, de particular importancia económica para los humanos, una glándula almizclera.
El ciervo almizclero vive principalmente en hábitats boscosos y de matorrales alpinos en las montañas del sur de Asia, especialmente en el Himalaya. Los mosquidos, el término adecuado para referirse a este tipo de ciervo en lugar de una o varias especies de ciervo almizclero, son completamente asiáticos en su distribución actual y se extinguieron en Europa, donde se sabe que existieron los primeros ciervos almizcleros de depósitos del Oligoceno.

## Características
El ciervo almizclero se parece a un ciervo pequeño, con una constitución robusta y patas traseras más largas que las delanteras. Miden alrededor de 80 a 100 cm (31 a 39 pulgadas) de largo, 50 a 70 cm (20 a 28 pulgadas) de alto en el hombro y pesan entre 7 y 17 kg (15 y 37 libras). Los pies del ciervo almizclero están adaptados para escalar en terrenos accidentados. Al igual que el ciervo de agua chino, un cérvido, no tienen cuernos, pero los machos tienen caninos superiores agrandados, formando colmillos en forma de sable. La fórmula dental es similar a la del verdadero ciervo. La glándula almizclera se encuentra sólo en los machos adultos. Se encuentra en un saco ubicado entre los genitales y el ombligo, y es muy probable que sus secreciones se utilicen para atraer parejas. El ciervo almizclero es un herbívoro que vive en entornos montañosos y boscosos, generalmente lejos de la habitación humana. Como los verdaderos ciervos, comen principalmente hojas, flores y pastos, con algunos musgos y líquenes. Son animales solitarios y mantienen territorios bien delimitados, que marcan con el olfato con sus glándulas caudales. El ciervo almizclero es generalmente tímido y nocturno o crepuscular. Los machos abandonan sus territorios durante la época de celo y compiten por aparearse, utilizando sus colmillos como armas. Para indicar su área, los ciervos almizcleros construyen letrinas. Estas ubicaciones se pueden usar para identificar la existencia, el número y el hábitat preferido del ciervo almizclero en la naturaleza. El ciervo almizclero hembra da a luz a una sola cría después de unos 150 a 180 días. Los jóvenes recién nacidos son muy pequeños y esencialmente inmóviles durante el primer mes de sus vidas, una característica que les ayuda a permanecer ocultos de los depredadores. El ciervo almizclero ha sido cazado por sus glándulas odoríferas, que se utilizan en perfumes. Las glándulas pueden alcanzar hasta $45,000/kg en el mercado negro. Se rumorea que la antigua realeza usaba el aroma del ciervo almizclero y que es un afrodisíaco.

## Evolución
Los ciervos almizcleros son los únicos miembros sobrevivientes de los Moschidae, una familia con un registro fósil que se extiende por más de 25 millones de años hasta finales del Oligoceno. El grupo fue abundante en Eurasia y América del Norte hasta finales del Mioceno, pero experimentó un declive sustancial, sin registro fósil del Plioceno y Moschus el único género desde el Pleistoceno. Los registros más antiguos del género Moschus datan del Mioceno tardío (Turoliano) de Lufeng, China.

## Taxonomía
Si bien se han clasificado tradicionalmente como miembros de la familia de los ciervos (como la subfamilia "Moschinae"), estudios recientes han indicado que los mosquidos están más estrechamente relacionados con los bóvidos (antílopes, caprinos, ovinos y bovinos).
La taxonomía es la siguiente:
- Bedenomeryx†
- Hydropotopsis†
- Hispanomeryx†
- Oriomeryx†
- Friburgomeryx†
- Subfamilia Moschinae
  - Micromeryx†
  - Moschus
    - Moschus moschiferus
    - Moschus anhuiensis
    - Moschus berezovskii
    - Moschus fuscus
    - Moschus chrysogaster
    - Moschus cupreus
    - Moschus leucogaster
- Subfamilia  Dremotheriinae
  - Pomelomeryx†
  - Dremotherium†
- Subfamilia Blastomerycinae
  - Blastomeryx†
  - Machaeromeryx†
  - Longirostromeryx†
  - Pseudoblastomeryx†
  - Problastomeryx†
  - Parablastomeryx†